# Holmes Beach
Holmes Beach is een plaats (city) in de Amerikaanse staat Florida, en valt bestuurlijk gezien onder Manatee County.

## Demografie
Bij de volkstelling in 2000 werd het aantal inwoners vastgesteld op 4966.
In 2006 is het aantal inwoners door het United States Census Bureau geschat op 5071, een stijging van 105 (2.1%).

## Geografie
Volgens het United States Census Bureau beslaat de plaats een oppervlakte van
4,5 km², waarvan 4,2 km² land en 0,3 km² water.

## Plaatsen in de nabije omgeving
Nabijgelegen woonplaatsen:
- Anna Maria
- Bayshore Gardens
- Bradenton
- Bradenton Beach
- Cortez
- Longboat Key
- Memphis
- Palmetto
- South Bradenton
- West Bradenton
- West Samoset